# Stadio nazionale Mandela
Lo Stadio nazionale Mandela (in inglese Mandela National Stadium), originariamente Namboole National Stadium, è un impianto sportivo polifunzionale uguandese di Kira, che sorge sulla collina di Namboole.

## Storia
Costruito su concessione della Repubblica Popolare Cinese fu inaugurato nel 1997 ospitando il concerto di Lucky Dube, fu il concerto con maggiore successo in Uganda per l'artista Reggae con un tutto esaurito da oltre 40.000 spettatori.
Per il 30 novembre 2020 era in programma il concerto del musicista Gospel Levixone, il concerto in seguito venne cancellato a causa della pandemia in atto. 
Il primo a segnarci durante una partita di calcio fu l'allora giocatore dell'Express Fred Tamale ai danni della squadra casalinga del Villa.